# Lissonota histrio
Lissonota histrio är en stekelart som först beskrevs av Fabricius 1798.  Lissonota histrio ingår i släktet Lissonota och familjen brokparasitsteklar. Arten är reproducerande i Sverige. Utöver nominatformen finns också underarten L. h. transsylvanica.